# Ernest Delvaux
Ernest Lambert Joseph Delvaux (Anthisnes, 31 oktober 1883 - 1969) was een Belgisch senator.

## Levensloop
Delvaux promoveerde tot doctor in de rechten. Hij werd gemeenteraadslid en schepen in 1911 in de gemeente Anthisnes en was er van 1921 tot 1938 burgemeester. Hij was ook provincieraadslid van 1925 tot 1936.
In 1936 werd hij rexistisch provinciaal senator voor Luxemburg, een mandaat dat hij uitoefende tot in 1939.
Tijdens de oorlog werd hij de Waalse kabinetschef van secretaris-generaal Gérard Romsée. Delvaux had de opdracht de benoemingen van gouverneurs en gemeentebestuurders op die wijze te sturen dat het in de eerste plaats leden van Rex waren die benoemd werden. Hij deed dit echter onvoldoende volgens de partijleiding, zodat er heel wat spanningen waren. Na de oorlog werd Delvaux opgepakt en veroordeeld.